# Pągów (województwo opolskie)
Pągów (niem. Pangau) – wieś w Polsce, położona w województwie opolskim, w powiecie namysłowskim, w gminie Wilków.
W latach 1975–1998 wieś położona była w ówczesnym województwie opolskim.
| SIMC    | Nazwa   | Rodzaj     |
| ------- | ------- | ---------- |
| 0655623 | Pągówek | przysiółek |

## Zabytki
Do wojewódzkiego rejestru zabytków wpisane są:
- kościół ewangelicki, ob. rzym.-kat. kościół Świętych Apostołów Piotra i Pawła, murowano-drewniany, z poł. XIX w., wieża drewniana z XVIII w.
- zespół pałacowo-parkowy, z XIX w. w centrum wsi, składa się z części rezydencjonalnej i z części folwarcznej:
  - pałac, wzniesiono w latach 1874–1876. W latach 1918–1919 dokonano rozbudowy pałacu o część zachodnią, a kilka lat później powstała część wschodnia pałacu. Obecnie wewnątrz obiektu zlokalizowane są prywatne pomieszczenia biurowo-administracyjne
  - park typu swobodnego, zajmuje rozległy teren w zespole, położony na południe od pałacu
  - oficyna
  - folwark, składa się z dwóch podwórzy gospodarczych, zabudowę gospodarczą i inwentarską wznoszono sukcesywnie w końcówce XIX wieku:
    - gorzelnia
    - obora
    - spichrz
    - kuźnia.